# Conservatoire de Tournai
 (avril 2012).
Si vous disposez d'ouvrages ou d'articles de référence ou si vous connaissez des sites web de qualité traitant du thème abordé ici, merci de compléter l'article en donnant les références utiles à sa vérifiabilité et en les liant à la section « Notes et références ».
Le Conservatoire de Tournai est un établissement qui permet une formation générale artistique. On y enseigne la musique, les arts de la parole et du théâtre et la danse.

## Description
Il occupe un bâtiment situé dans l’îlot des Primetiers au centre de Tournai. Il est reconnu comme enseignement secondaire artistique à horaire réduit. Une bibliothèque est disponible sur place ainsi qu'un service de prêts d'instruments.
L'enseignement prodigué vise à la fois une formation centrée sur l'apprentissage de la technique du domaine choisi par l'élève et une véritable culture artistique empreinte d'un sens esthétique. En fin de chaque année scolaire des évaluations sont organisées. La formation est d'une part individualisée et d'autre part vise une pratique d’ensemble (orchestres ou ateliers par exemple).
Le conservatoire a également pour but de préparer à une éventuelle profession artistique (études supérieures musicales). Pour cela une filière de transition plus élaborée est proposée aux élèves.

## Historique
Le Conservatoire de Musique de la ville de Tournai est né en 1829, avant même la création de la Belgique, sous le vocable de l'époque « École de Musique », à la suite des démarches entreprises par la « Société d'Harmonie de la Ville de Tournai » auprès de l'Administration de la Ville. Lors de son ouverture officielle, trois professeurs sont nommés (solfège, chant, instrument de musique) dont Charles Moreau, son premier directeur.
Cette « École de Musique » complète ainsi l'enseignement artistique organisé par la ville de Tournai qui avait vu la création le 1er avril 1757 de l'Académie des Beaux-Arts, appelée à l'époque « Académie de Dessin ». Les cours se donneront d'abord à l'abbaye Saint-Martin puis dans une des classes de l'Académie de dessin installée à la Halle-aux-Draps. En 1831, l’École compte quarante-cinq élèves, en 1836, cinq professeurs et, en 1840, il y a soixante-et-un élèves mais le système est payant (5 F. par trimestre) et organisé aux heures de midi et d'après-midi, d'où non accessible à tous. En 1849, l'École ne compte plus que vingt-neuf élèves.
C'est avec l'arrivée d'Amédée Dubois, en 1852, qui succède à Charles Moreau comme directeur et qui voit la réorganisation de l'École et une certaine gratuité que le nombre d'élèves croit à nouveau : cent-dix cette année-là. Les cours se diversifient, de nouveaux professeurs sont nommés.
Les années qui suivent voient l'École mettre sur pied divers concerts, la plupart à but philanthropiques.
En 1863, l'École quitte la Halle-aux-Draps qui menace ruine et qui s'effondrera d'ailleurs en 1881 pour s'installer dans un café de la Grand-Place, propriété de la Ville. Selon certaines sources au Café de l'Europe, selon d'autres au Café Munich, qui s’appellera d'ailleurs ultérieurement Café de l'Académie, ou dans les deux successivement.
À la mort d'Amédée Dubois en 1865, Maurice Leenders lui succède. En 1868, l'École accueille cent soixante-quatorze élèves. Les cours s'ouvrent à d'autres instruments de musique. En 1877, deux-cent-trente-sept élèves fréquentent les cours et l'enseignement dispensé est reconnu de qualité - l'État le subsidie dès 1869 -. Le patronyme change et l'École devient « Académie ». En 1884, l'Académie compte quatre-cent-trente-trois élèves. L'institution s'intègre de plus en plus dans la vie culturelle locale : concerts avec accueil d'artistes réputés, professeurs de renommée nationale.
En 1896, Nicolas Daneau, créateur d’œuvres musicales diverses, succède à Maurice Leenders. En 1906, l'Académie de Musique s'installe dans un bâtiment acquis par la Ville en haut de la rue Saint-Martin (actuellement l'auberge de jeunesse). La vitalité de l'établissement s'affirme, d'autres cours sont créés (composition, orchestre, musique de chambre et d'accompagnement etc.) et la mixité des élèves et du corps professoral est alors bien présente. Tournai est le cadre de nombreuses manifestations musicales de qualité. Le 10 novembre 1913, le Conseil Communal de la Ville de Tournai décide que l'Académie de Musique, au vu de son importance croissante, portera dorénavant le titre de « Conservatoire de Musique » et en 1919, Fernand Godart prend la direction du conservatoire qui compte, en 1921, sept-cent-cinquante-deux élèves. Il la gardera jusqu'en 1930.
Henri Van Hecke prend son relais directorial jusqu'en 1934, jour où il s’affaisse sur la scène de la Halle-aux-Draps et meurt quelques jours plus tard. Lui succède André Collin. Celui-ci crée en 1938 les cours de diction, déclamation et art théâtral. En 1952, il prend la direction du Théâtre royal de Mons et, après un intérim de deux ans, c'est André Dumortier, artiste pianiste de renommée internationale, finaliste du concours Eugène Ysaye (actuellement concours Reine Élisabeth), mais Tournaisien de résidence qui prend la direction du conservatoire. Les différentes sections du conservatoire, seules ou en collaboration avec d'autres artistes tournaisiens, vont alors se produire tant à Tournai-même qu'en Belgique ou à l'étranger : Grand orchestre du Conservatoire, Chœurs du conservatoire, auditions publiques d'élèves telles en art dramatique, en diction. Création aussi de nouveaux cours comme ceux de danse, de guitare, pour n'en citer que deux parmi d'autres.
La fin des années 1960-début des années 1970 connaît la décentralisation de l'institution à Antoing, Leuze, Templeuve et dans d'autres communes voisines.
En 1977, André Dumortier passe le flambeau à André Waignein qui va ajouter à la formation classique du Conservatoire une note plus moderne : musique de jazz, percussions, saxophone, clarinette, orchestration et d'autres encore. C'est dans cette période que le conservatoire est reconnu par le ministère de l'Éducation nationale comme enseignement secondaire artistique à horaire réduit et, au moment de la communautarisation de la Belgique, par le Ministère de la Communauté Française devenu lui-même en 2011, la Fédération Wallonie-Bruxelles.
Le nombre d'élèves étant en constante croissance (on site le chiffre de mille deux cents élèves dans les années 1980), le Conservatoire a besoin d'espace. La vieille Salle des Concerts, dans l’Îlot des Primetiers, au cœur-même de la ville, est dans un triste état mais il apparaît que si elle était rénovée, elle s'avèrerait à même d’accueillir l'ensemble des professeurs et des élèves du Conservatoire. Le pouvoir communal s’attelle à la tâche et, en mai 1984, le Conservatoire entre dans ses nouveaux murs : vingt-sept locaux et une salle de spectacle sont mis à la disposition de leurs nouveaux occupants. En 1985, un poste de sous-directeur est créé.
En 2006, André Waignein quitte la direction du Conservatoire de Tournai et Michel Jakobiec est désigné pour lui succéder. Il sera aidé dans sa tâche par Thierry Cuvelier, sous-directeur. Tous deux sont encore en poste en 2012. En intégrant les actuelles sections décentralisées des communes d'Antoing, Frasnes, Leuze, Pecq, Templeuve et Blandain, ce sont près de deux mille élèves qui suivent des cours donnés par une soixantaine de professeurs.
Ces dernières années, les façades du bâtiment de l’Îlot des Primetiers se sont fortement dégradées et une nouvelle restauration s'impose. Un budget de 4,5 millions d'euros a été voté par le Conseil Communal de Tournai et sera consacré, en principe en 2012, à la rénovation des façades, à la mise en conformité ou à l’extension des locaux, à la sécurisation du site.
En 2018, après la fin des rénovations du bâtiment du conservatoire, c'est au tour de Michel Jakobiec de quitter le poste de directeur. Il laisse la main à Daniel Buron jusqu'alors professeur de trompette, toujours secondé par Thierry Cuvelier pour la sous-direction.

## Enseignements

### Musique
Trois pôles sont abordés durant la formation :
- formation musicale
- formation instrumentale
- formation vocale.

Des cours complémentaires sont également organisés tels des cours d'histoire de la musique et d'écriture musicale. Les enseignants prennent principalement appui sur des grandes œuvres musicales anciennes mais aussi contemporaines.
Il y a interaction entre le conservatoire et les sociétés de musique locales : le premier y envoyant ses élèves, les secondes y envoyant leurs membres pour qu'ils y étudient ou qu'ils se perfectionnent.

### Arts de la parole et du théâtre
Les cours de base suivants sont organisés :
- formation théâtrale pluridisciplinaire
- déclamation
- art dramatique.

Il y a également des cours complémentaires tels que la diction et l'histoire du théâtre. L'enseignement se base en bonne part sur des textes d'auteurs classiques mais également contemporains. Nombre de troupes d'amateurs du Tournaisis comptent parmi leurs membres des élèves du conservatoire.

### Danse
Des cours de danse classique sont donnés une à deux fois par semaine dès cinq ans jusqu'à l'adolescence. Des projets chorégraphiques et des auditions sont également mis en place.